# 清武町
清武町（きよたけちょう）は、宮崎県宮崎郡に属していた町。昭和50年代以降、宮崎市のベッドタウンとして、そして文教の町として発展した。
2010年3月23日に宮崎市に編入合併された。合併後は宮崎市の清武町合併特例区になり、5年後の2015年3月23日に清武地域自治区へ移行された。

## 地理

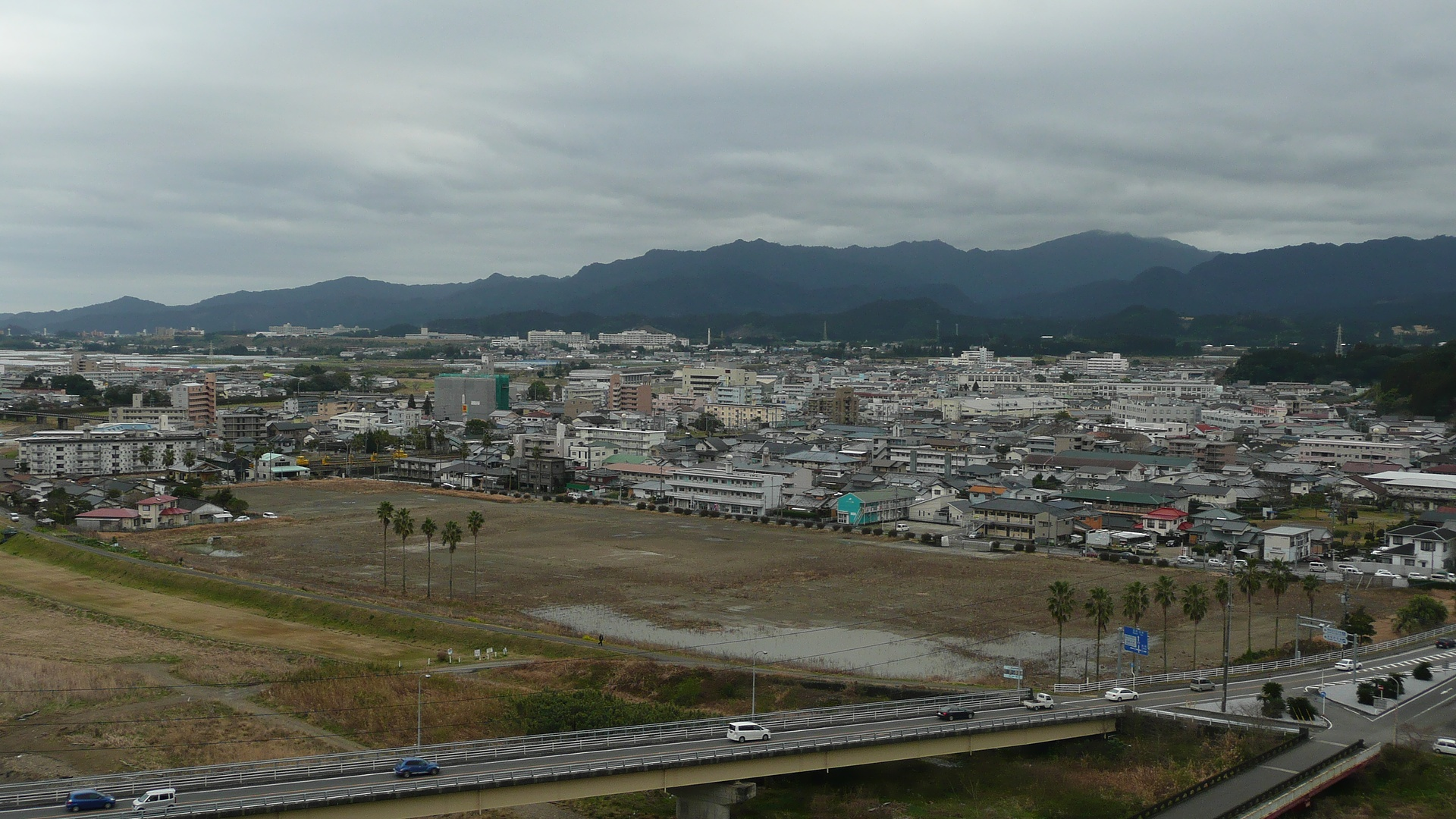
町中心部（2009年）
写真左下の空地には2010年にクロスモール清武が開業

宮崎県の南東部に位置し、町中心部は清武川の沖積平野に位置する。南部は鰐塚山地が広がる。町域は東南北から宮崎市に挟み込まれるような形となっており、宮崎市のベッドタウンとして発展し続けている。近年発展の中心は加納地区となっており、典型的な近郊型中規模小売店が目立つ。
- 河川：清武川
- 山：荒平山

### 隣接していた自治体
21世紀初頭の段階においては北・東に宮崎市、西に田野町、南に北郷町がそれぞれ接していた。2006年に田野町が宮崎市に編入されたことで三方を宮崎市に囲まれる構図となり、2009年には北郷町が合併により（新）日南市の一部となった。
清武町の合併直前（2009年3月30日以降）の隣接自治体は以下のとおり。
- 宮崎市
- 日南市

田野町、北郷町については清武町が村として成立した1891年時点で清武町と隣接していた。宮崎市（2005年以前の市域）については、1891年時点では生目村および大淀村、赤江村、木花村が隣接自治体であり、当時の宮崎町（現在の宮崎市中心市街地にあたる地域）は清武村に接していなかった。

## 歴史
縄文時代草創期（1万2000年前）の上猪ノ原（かみいのはる）遺跡から、この時期のものとしては国内最大級の集落と推定される竪穴建物跡群が発見されている。また西海道の救弐駅（くにのえき）を清武町今泉の沓掛地区に比定する意見（藤岡謙二郎）がある。

### 中世
清武町域を含む一帯は国富庄（くどみのしょう）に属していた。清武は南北朝時代から認められる地名であり、貞治年間の清武城合戦における土豪の大脇氏の戦功に関する文書が伝わっている。室町時代になると伊東氏、とくに伊東祐堯の代以降その支配下におかれていた。伊東氏は一時的に衰退しつつも、豊臣秀吉の家臣として九州平定の折りの功によって改めてこの地を封ぜられ所領安堵を受けた。以後江戸時代を通じて廃藩置県まで一貫して伊東氏飫肥藩の支配下となる。

### 近世
清武城は一国一城令により廃城となるが、その後も清武郷として飫肥藩の重要拠点になった。清武郷は町域のうち船引以外の3村（加納・木原・今泉）に加えて、現在の宮崎市中南部にあたる9村（大淀川南岸から青島地区、旧田野町にかけての地域）を含んでいたが、船引村については延岡藩と天領とを交替した。加納村の中野地区に清武郷の地頭所がおかれ、飫肥城から清武郷までは飫肥街道（現在の県道27号宮崎北郷線などにあたる）で結ばれていた。清武郷の表高は2万石あまりであり、人口は明治2年に17,043人となっている。

### 近代

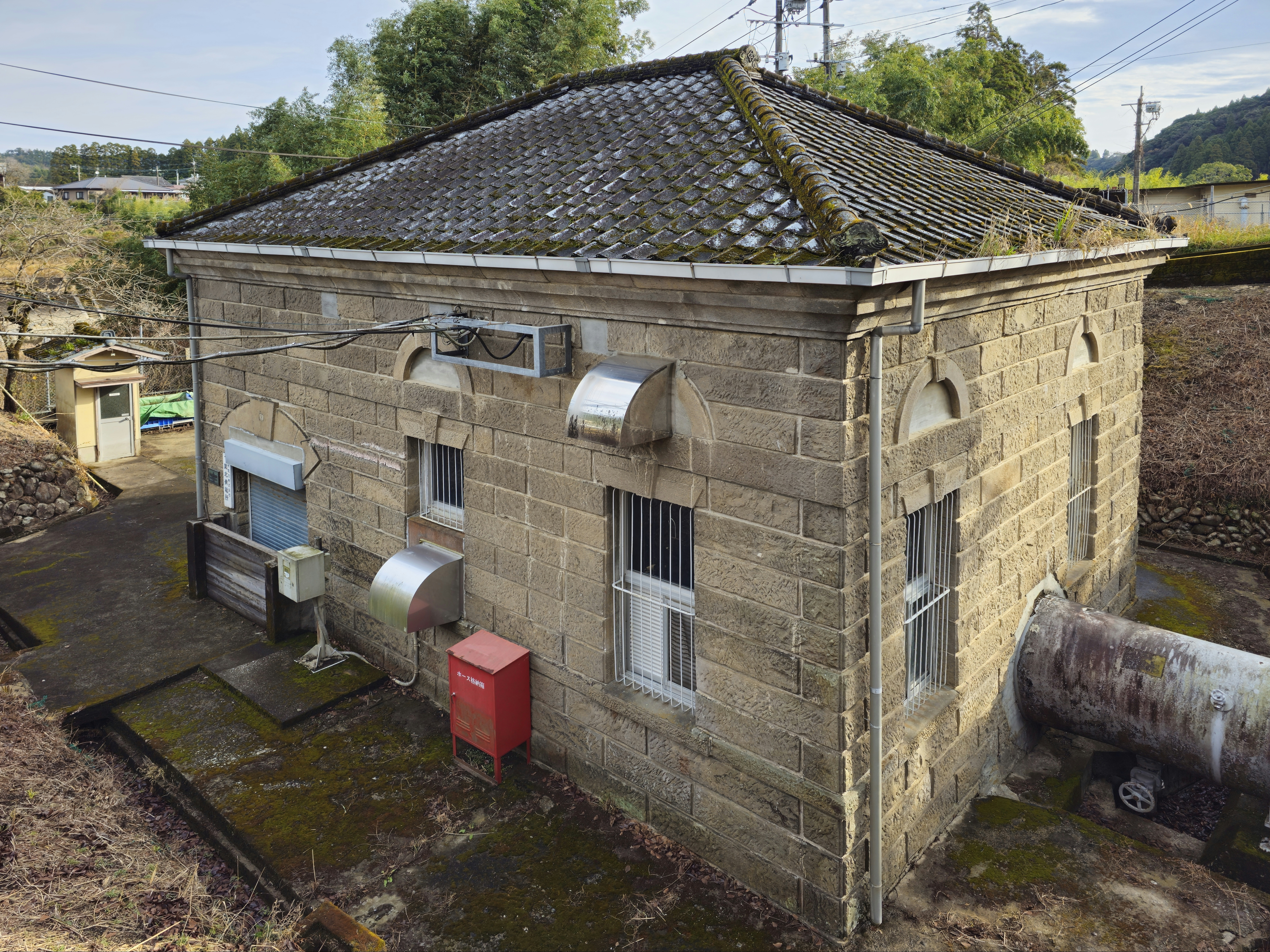
黒北発電所（国の登録有形文化財）

廃藩置県で飫肥県となるがすぐに都城県が発足。1873年に宮崎県（初代）が設置され、1876年に鹿児島県に併合されるが、加納村出身の飫肥藩士川越進などの尽力により1883年5月に宮崎県は再置された。1889年に町村制施行により加納村・船引村（かつては舟引村と記されていた。また、庵屋村と言う村があったが、元禄11年から享保2年の間に舟引村一村になったようである。)が北清武村、今泉・木原が南清武村として発足した。さらに2年後の1891年7月4日に北清武村・南清武村が対等合併し清武村が発足した。清武町域はこの時点でほぼ確定することとなる。
1895年に清武小学校・大久保小学校・黒坂小学校（1957年に閉校）をそれぞれ設置。1907年8月には清武川上流に日向水力電気の黒北発電所が完成し、宮崎県で初めての電気供給事業が開業した。このときは宮崎町（現在の宮崎市街地）向けに送電しており、清武村（新町）へは1914年9月に送電を開始している。現在の日豊本線は宮崎 - 清武間が1915年に、清武-青井岳間が1916年に開通した。当時村内に設置されたのは清武駅のみであり、日向沓掛駅は1965年10月1日に、加納駅は1989年に開設されている。太平洋戦争では1945年4月26日に加納地区が空襲の被害を受け、16名の犠牲者を出した。

### 現代

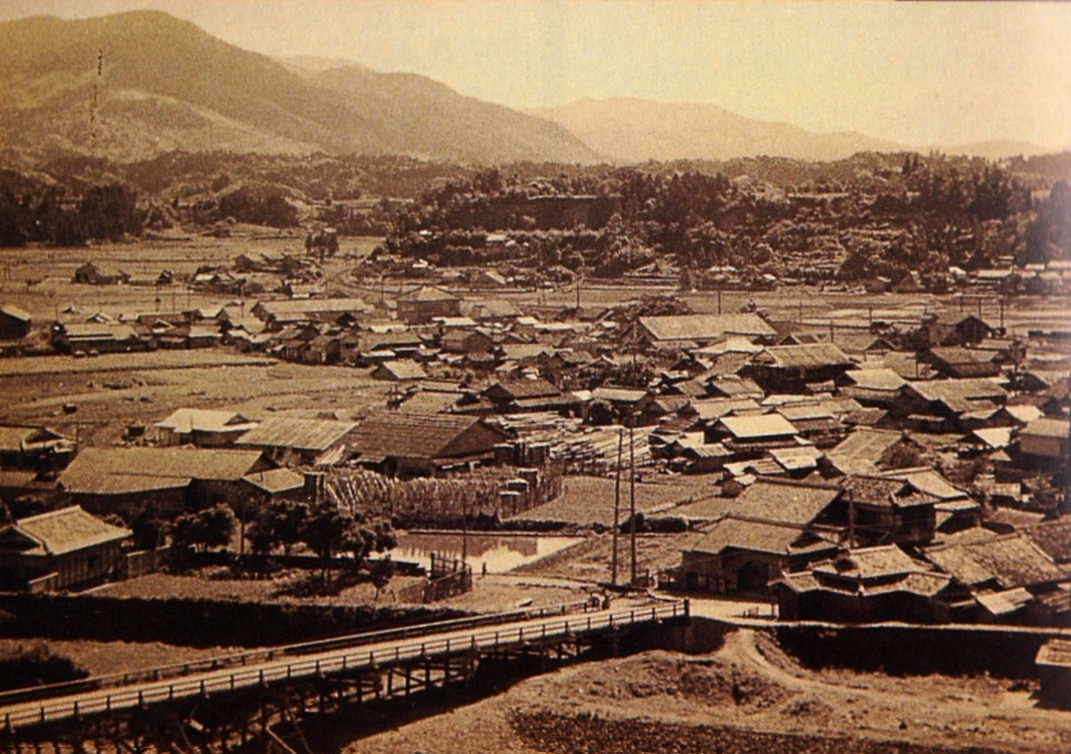
1950年当時の西新町（役場付近）

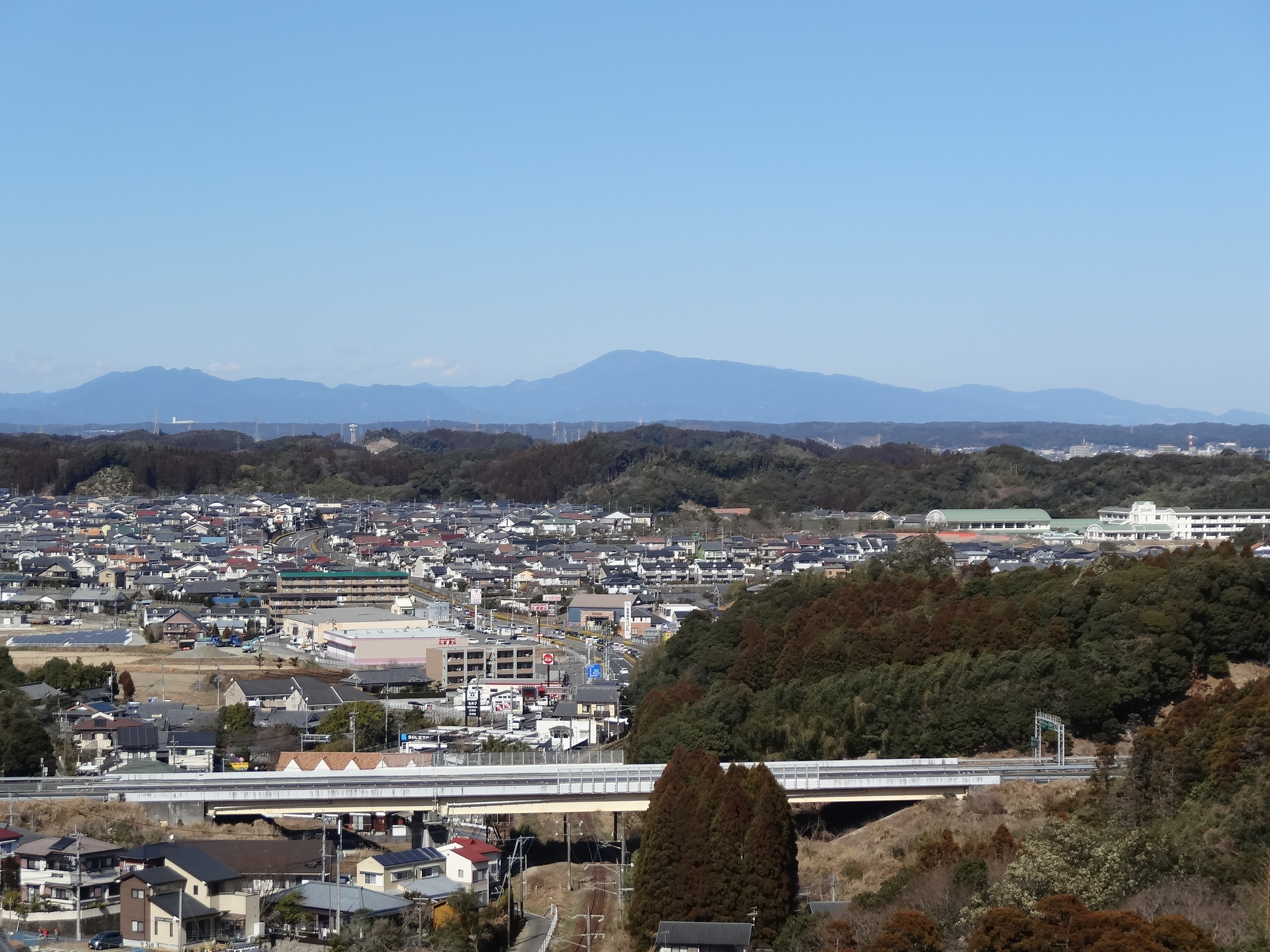
池田台

1950年5月3日に町制を施行。1965年に宮崎学園女子短期大学（現・宮崎学園短期大学）が開学したのをきっかけに学園都市としての発展が始まる。1974年には宮崎医科大学（現・宮崎大学医学部）が、1994年には宮崎国際大学が開学した。1980年代からは「池田台」などの開発が要因となり宮崎市のベッドタウンとしての発展もみられ、人口増の対策として1985年には加納小学校（2代目）、1999年に加納中学校がそれぞれ開校した。同時期には宮崎SUNテクノポリスとして、さらに木原地区が宮崎学園都市として工業団地が整備された。戦後11,000人台で推移した人口は昭和50年代から増加。1989年に2万人を突破し、1995年以降は28,000人台で推移している。
交通面においても発展が見られ、1981年には宮崎自動車道が、2000年には東九州自動車道が開通し町内にインターチェンジが設けられた。町内を東西に貫く国道269号も改良が進められており、2008年7月には4車線規格のバイパス道路が完成した。
平成以降、宮崎市とは3回（1990年7月25日、1992年10月19日、2002年1月30日）、宮崎郡田野町とは1回（1998年9月14日）境界変更をしている。
平成の大合併では、2004年11月の住民投票の結果 を受けて15代町長一ノ瀨良尚が2004年12月に自立の意を表明した。しかし、2007年5月に町長が合併推進派の鐙和俊に交代したことにより、再び宮崎市との合併を目指すこととなった。2009年2月には2度目の住民投票が実施され「宮崎市との合併に賛成」が「反対」を393票上回った。これを受けて同年3月に宮崎市議会・清武町議会で合併関連議案を議決、同年7月31日に総務大臣による告示がなされた。2010年3月13日に閉町式を挙行。3月23日に宮崎市へ編入され宮崎市の「清武町合併特例区」となり、普通地方公共団体としての歴史に幕を下ろした。合併特例区は合併後5年間設置され、設置期間が終了した2015年3月23日に宮崎市の「清武地域自治区」に移行した。

## 行政
- 町長：鐙和俊（2007年から、1期目）

## 経済
多くの産業が立地し、発達している。

### 産業
工業

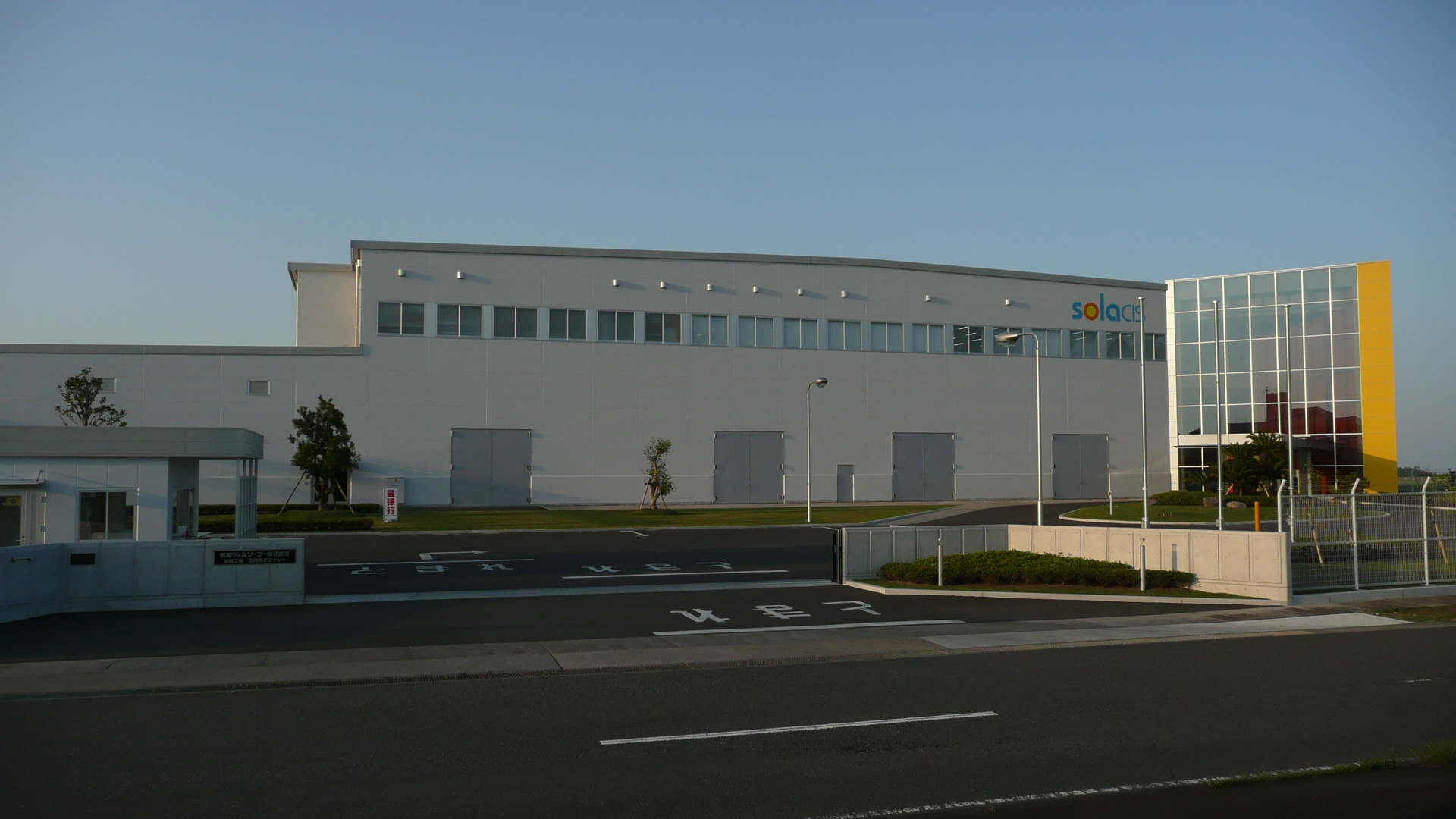
昭和シェルソーラー（後のソーラーフロンティア）

宮崎SUNテクノポリス構想の中核として半導体、医薬品などの工場が数多く立地している。
- OKIセミコンダクタ宮崎
- SUMCO TECHXIV
- バクスター

農業
日向夏、切干大根などが中心。2007年1月13日、町内の養鶏場でトリインフルエンザが発生した。

## 姉妹都市・提携都市

### 海外
- ウォキーガン市（アメリカ合衆国イリノイ州） - 1990年5月3日姉妹都市締結

## 地域

### 人口

左は年齢別人口分布（紫が清武町、緑が全国）右は清武町の年齢・男女別人口分布（青が男性、赤が女性）を示す

2005年10月1日時点の総人口は28,696人。高齢化率は14.2%である（出典は国勢調査）。過去の人口は下記の表を参照。
| 年     | 人口     |
| ------ | -------- |
| 1960年 | 11,113人 |
| 1965年 | 10,482人 |
| 1970年 | 10,678人 |
| 1975年 | 11,765人 |
| 1980年 | 14,528人 |
| 1985年 | 16,629人 |
| 1990年 | 22,507人 |
| 1995年 | 27,127人 |
| 2000年 | 28,755人 |
| 2005年 | 28,696人 |

### 地名
- あさひ - 清武町下加納土地区画整理事業地区（1997年10月換地処分、1998年3月完了）[8][9]
- 池田台
- 池田台北
- 大字今泉
- 大字加納（郵便番号表で加納（番地）と記される。）
- 加納（郵便番号表で加納（丁目）と記される。） - 清武町南加納地区土地区画整理事業地区（1987年6月換地処分、1988年5月完了）[8][9]
- 大字木原
- 正手（しょうで） - 正手土地区画整理事業地区（1976年12月換地処分）[8]
- 新町 - 新町土地区画整理事業地区（1999年2月換地処分）[8]
- 大字船引
- 西新町 - 岡土地区画整理事業により宮崎市編入後（清武町合併特例区時代）の2013年10月15日発足。岡土地区画整理事業地区のうち、岡川北岸の宮崎市清武総合支所、宮崎市清武文化会館、清武郵便局周辺の地域[10][11][12]。
- 岡 - 岡土地区画整理事業により宮崎市編入後（清武町合併特例区時代）の2013年10月15日発足。岡土地区画整理事業地区のうち、岡川南岸にあたる。

宮崎市への編入後（2010年3月23日以降）は「大字」の文字を省略する（例：宮崎郡清武町大字船引204番地→宮崎市清武町船引204番地。清武町役場→宮崎市清武総合支所の住所であったが、2013年10月15日以降は「宮崎市清武町西新町1番地1」に変更されている）。また、宮崎市への編入当初の住所としての「清武町」は合併特例区を指しており、宮崎市の地名として正式に「清武町〇〇」へ改称したのは清武地域自治区への移行時（2015年3月23日）である。

### 住宅街
加納地区
- 加納ハイランド
- 池田台・第2池田台・ニュー池田台・クリーン池田台
- シティアカデミー平野台

### 教育
宮崎学園都市として宮崎市の木花地区と共に文教地区として発展しており、多くの大学施設が集中している。周辺の宮崎市にある宮崎県立看護大学、宮崎産業経営大学や宮崎大学（木花キャンパス）にも近い。そのため清武町の平均年齢は2007年5月10日現在38.4歳と県内でも最も低く、学生の多い街である。だが高等学校は存在しない。

#### 大学

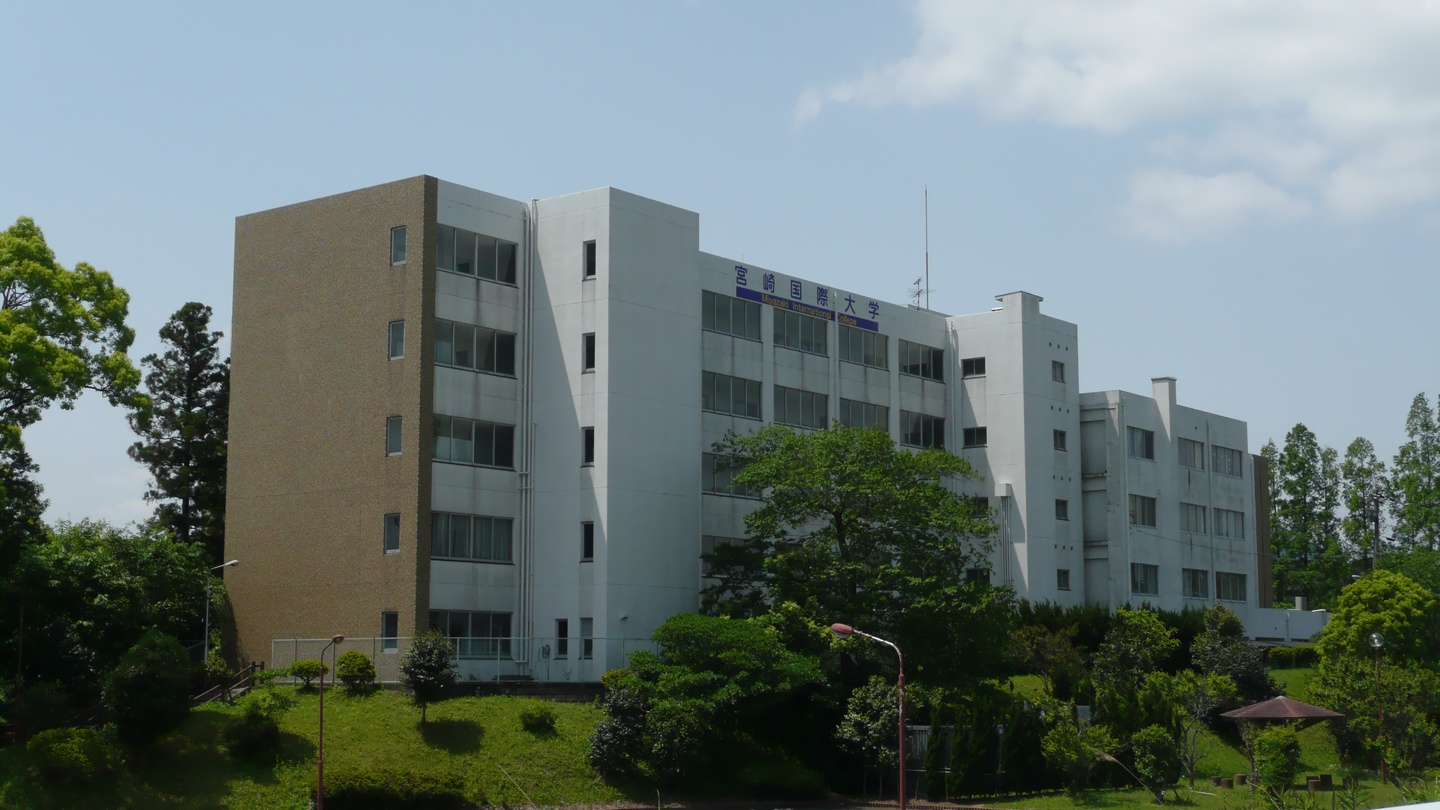
宮崎国際大学

国立
- 宮崎大学医学部（清武キャンパス）

私立
- 宮崎国際大学
- 宮崎学園短期大学

#### 中学校

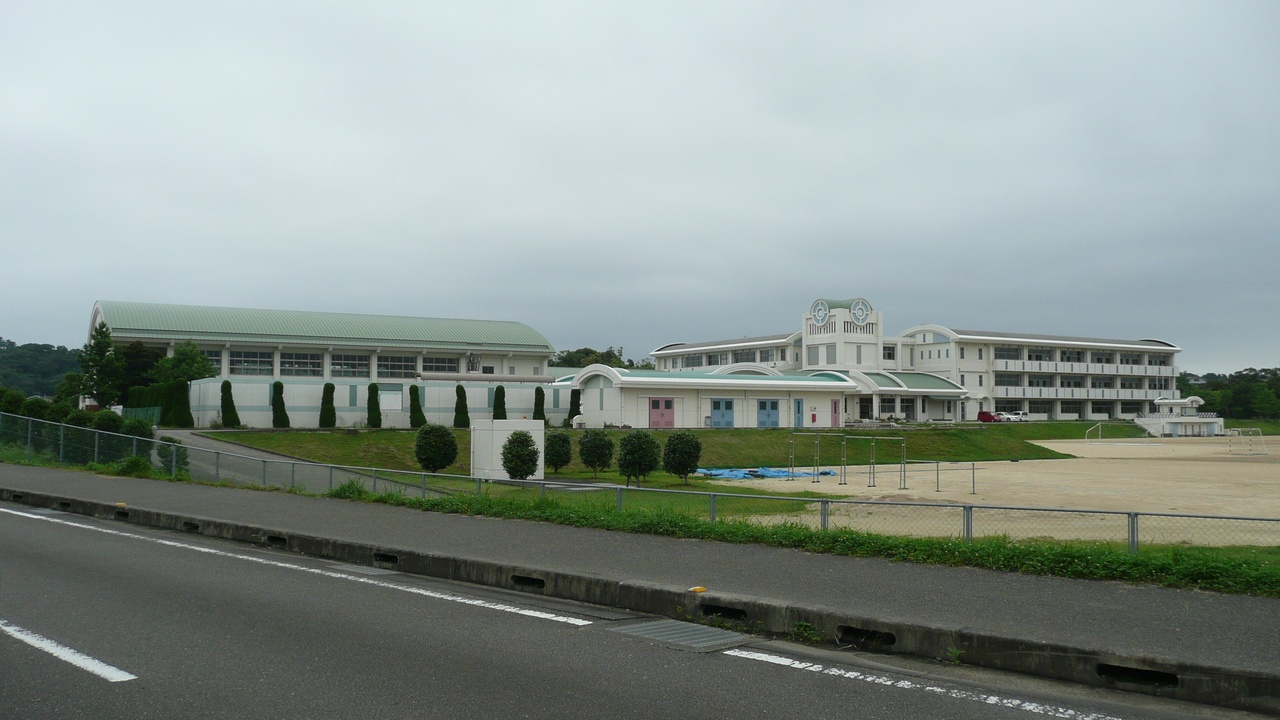
加納中学校

- 清武町立清武中学校
- 清武町立加納中学校

#### 小学校
学制発布後、中野（明教堂が前身）・木原・今泉・船引・沓掛・加納の6か所に小学校が設置され、1895年に清武・大久保・黒坂の3小学校に再編された。
黒坂小学校は1957年に閉校。1985年に清武小学校から加納小学校（2代目）が分離開校した。1970年までは清武小学校石坂分校（1951年設置、1957年以前は黒坂小学校の分校）が存在した。
- 清武町立清武小学校
- 清武町立加納小学校
- 清武町立大久保小学校

#### 黒坂小学校の閉校
黒坂小学校の閉校は学校再編の一環として実施された。当初町では再編案として以下の3つを挙げていた。
1. 清武・加納・大久保・黒坂の4小学校に再編 - 旧清武小学校（現在の宮崎学園短期大学の位置に立地）を加納小学校とし、清武小学校を現在地に移転。
2. 清武・大久保の2小学校に再編 - 旧清武小学校を現在地に移転し、新清武小学校に黒坂小学校を統合。
3. 従来通り清武・大久保・黒坂の3小学校とする。

この中から2が選択され、清武小学校の移転（1956年9月）の半年後に黒坂小学校が閉校されたのである。

## 交通
- 最寄り空港は宮崎空港。

### 鉄道
- 九州旅客鉄道（JR九州）
  - 日豊本線
    - 加納駅 - 清武駅 - 日向沓掛駅
- 中心となる駅：清武駅
- 隣接市町村への連絡：宮崎市 - 日豊本線
- 都道府県庁への連絡：清武駅より列車で10分
- 広範囲な連絡：日豊本線

### バス

#### 路線バス
- 宮崎交通

### 道路

#### 高速道路
- 宮崎自動車道
  - (4-1)清武JCT - 清武BS - 清武PA（上り線） - 宮崎TB - 清武PA（下り線）
- 東九州自動車道
  - (30)清武IC - (4-1)清武JCT - 清武南TB - (30-1)清武南IC

#### 一般国道

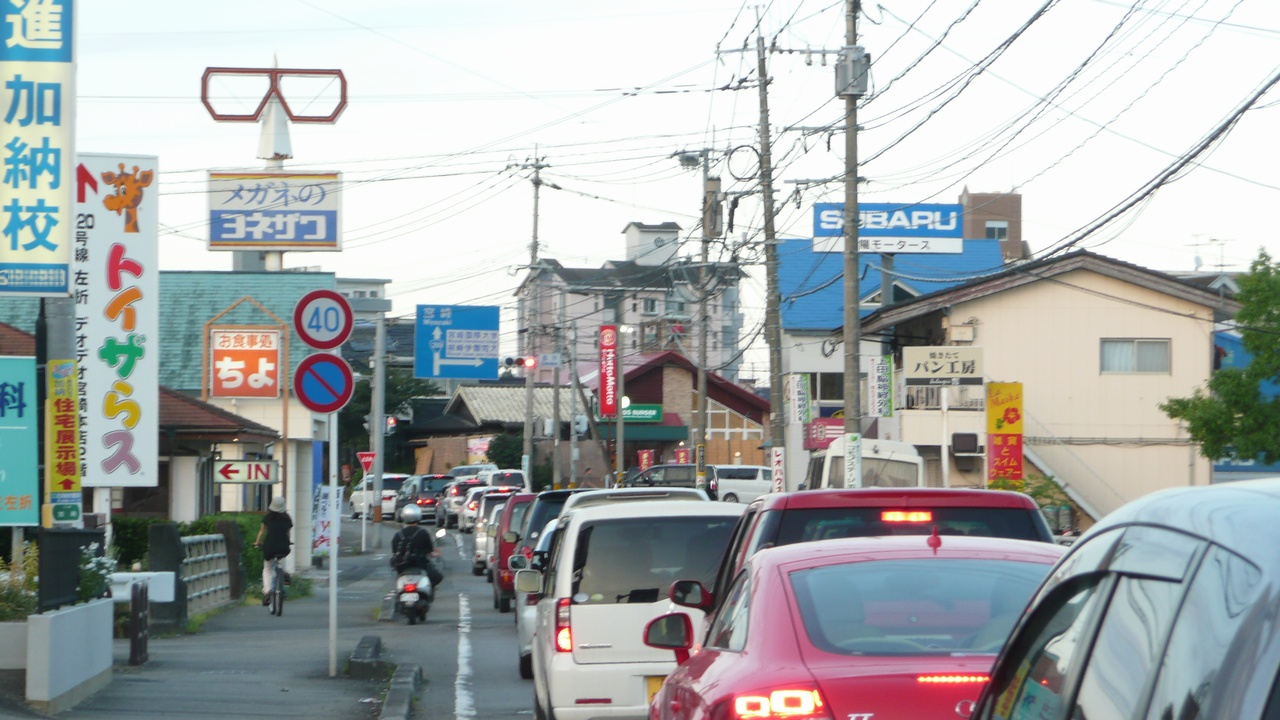
国道269号の渋滞（加納バイパス開通前）

- 国道269号 - 東西を貫く。加納地区を中心に発生していた渋滞の対策として、2008年7月に加納バイパスが完成した。

#### 県道
主要地方道
- 宮崎県道13号高岡郡司分線 - 宮崎市高岡町から南下し、町中心部からは東進する。
- 宮崎県道27号宮崎北郷線 - かつての『飫肥街道』。

## 出身有名人
- 川越進（飫肥藩士、明治期の第１回衆議院議員、宮崎県再設置運動の功労者、「宮崎県の父」と称される）
- 久保田和靖（とろサーモンのボケ担当）
- 黒木啓司（EXILEおよびJ Soul Brothersの元メンバー）
- 平部嶠南（飫肥藩士、江戸・明治期の政治家、『日向地誌』の作者）
- 安井息軒（飫肥藩士、江戸時代の儒学者） - 町内では「偉人」「先生」と形容される。清武町文化会館の「半九ホール」は息軒の座右の銘「百里を行く者は九十里を半ばとす」からの引用。
- 安井滄州（飫肥藩士、江戸時代の儒学者、息軒の父）

## 関連書籍
- 清武町合併特例区・編『清武町史』清武町合併特例区、2014-2015年。
  - 通史編（上下巻2冊組）と資料編（3冊組）から成る。